# خدا (واژه)
واژهٔ خدا یا خدای از فارسی میانهٔ xwadāy به‌معنی «ارباب» و «پروردگار» و آن نیز مرتبط با واژهٔ اوستایی xᵛaδāta- ‏(𐬓𐬀𐬜𐬁𐬙𐬀) به‌معنی «قائم‌به‌خود» یا «آفریدهٔ خود» است.
واژهٔ خدا را در گذشتهٔ ادبیات به‌صورت خداوند نیز نوشته‌اند و به‌معنی مالک و صاحب و دارنده نیز به‌کار برده‌اند. اگر خداوند به‌صورت ترکیب لغوی به‌کار برده شود (ترکیب وصفی یا ترکیب اضافی یا غیره) به‌معنای مالک و صاحب و دارنده است؛ چنان‌که سعدی می‌گوید: «وگرچه به مکنت قوی‌حال بود / خداوندِ جاه و زر و مال بود»
«خداوند» و «خداوندگار» از القاب پادشاهان و حاکمان نیز بوده‌است. (خداوندگار عالم، خداوند عالم، خداوندگار ما، و غیره)
واژهٔ مرتبط فارسیِ خدیو، که هم‌معنی «خدا» ست، برگرفته از واژهٔ بلخیِ xoadēo ‏(χοαδηο، به‌معنی «ارباب») است. این واژهٔ بلخی معادل فارسی میانهٔ xwadāy و xwadāwan و سغدیِ xwtʾw است که همگی این واژه‌ها ترکیبی از دو بنِ *xwa- (به‌معنی «خود») و یکی از حالت‌های بنِ *taw- (به‌معنی «توانا بودن») هستند. سیمز ویلیامز واژهٔ بلخی را ترجمهٔ (calque) واژهٔ یونانیِ auto-kratōr ‏(αὐτοκράτωρ، به‌معنی «امپراتور») دانسته‌است که ترکیبی است از autos (به‌معنی «خود») و kratos (به‌معنی «توانایی»).
کلمه «خدا» به معنی «سرور» است. معادل عربی کلمه خدا در زبان عربی، کلمه «مولی» است. در قرن‌های سوم و چهارم هجری که فارسی دری به عنوان زبان نوشتار رواج یافت، ایرانی‌های مسلمان لفظ «خدا» را غالباَ به جای «الله» به کار می‌بردند و شاهنامه را به جای خودای‌نامگ یا سیرالملوک وضع کردند. در همان دوران به واژه‌هایی برمی‌خوریم که معنی کهن «خدای» را همچنان حفظ کردند، از جمله آنها لقب‌های برخی از پادشاه‌ها چون «سامان‌خدات»، «بخاراخدات» و «کاول‌خدای» بود. در شاهنامه فردوسی، خدا به معنی «شاه» و «سرور» فراوان به کار رفته است. در زبان فارسی نو مفهوم کهن «خدا» در ترکیب‌هایی چون «دهخدا»، «کدخدا» و «ناخدا» (در اصل ناوخدا) باقی مانده است.

## ریشه‌شناسی God
واژهٔ God انگلیسی از واژهٔ نیا-ژرمنی *gudą، و آن نیز برگرفته از نیا-هندواروپایی *ǵʰuto- (به‌معنی «فراخوانی‌شده») است.
این واژه ازنظر ریشه‌شناختی ارتباطی با واژهٔ good ندارد.